# Ступар
Ступар је српско, бошњачко и хрватско презиме.
Познате особе са овим презименом су:
- Слободанка Ступар (рођена 1947), српска визуелна уметница
- Тања Ступар Трифуновић (рођена 1977), српска књижевница